# Český klub
Český klub (německy v dobové transkripci Czechen-Club nebo Club der Čechen) byl poslanecký klub na rakouské Říšské radě, který od roku 1879 sdružoval několik proudů české státoprávní politické reprezentace. V 80. letech patřil mezi hlavní opory vlády Eduarda Taaffeho.

## Historie

### Česká pasivní rezistence do roku 1879
V 70. letech 19. století praktikovala česká reprezentace politiku pasivní rezistence, tedy neúčasti na práci českého zemského sněmu a Říšské rady. Protestovala tak proti ústavnímu vývoji v Předlitavsku, které se po rakousko-uherském vyrovnání, neúspěchu fundamentálních článků a přijetí tzv. dubnové ústavy vydalo směrem k centralistickému státu, který nenaplnil autonomistické české požadavky.
Politika bojkotu zákonodárných sborů ovšem neplnila svůj účel. Mladočeská strana ji odmítala jako neúčinnou, zatímco staročeská strana, kterou vedl František Ladislav Rieger, ji stále obhajovala. K částečnému obratu došlo v roce 1878, kdy se česká státoprávní opozice vrátila na český zemský sněm. Po zemských volbách roku 1878 se tak čeští poslanci dostavili na sněm. Na sněmu pak fungoval Český státoprávní klub.
Definitivní konec pasivní rezistence nastal po volbách do Říšské rady roku 1879, kdy se Češi rozhodli pro návrat i do vídeňského parlamentu.

### Vznik Českého klubu roku 1879
6. října 1879, tedy den před zahájením první povolební schůze Říšské rady, byl na poradě ve Vídni oficiálně ustaven Český klub. Šlo o střechovou parlamentní platformu, do které se volně spojily čtyři proudy české politiky: staročeši (28 poslanců), mladočeši (6 poslanců), Strana konzervativního velkostatku (10 poslanců) a Moravská národní strana (10 poslanců). Předsedou klubu byl František Ladislav Rieger, jeho místopředsedy za konzervativní velkostatkáře Jiří Kristián Lobkowicz (později Jindřich Jaroslav Clam-Martinic) a za moravské poslance Alois Pražák (později František Alois Šrom). V pětičlenném výboru klubu a jeho dalších orgánech platil personální klíč: dva staročeši, jeden mladočech, jeden konzervativec a jeden Moravan.
Na Říšské radě vystoupil Český klub se státoprávním ohrazením, tedy deklarací, že návrat do vídeňského parlamentu neznamená bezpodmínečné příjetí ústavních poměrů v Předlitavsku ani rezignaci na české státní právo. S podobným prohlášením přišla i česká šlechta v Panské sněmovně (horní nevolená komora Říšské rady).
V roce 1879 se Český klub stal součástí vlády Eduarda Taaffeho, v níž jeho koaličními partnery byl Polský klub a Hohenwartův klub (převážně německorakouští konzervativci). Toto mocenské uspořádání se nakonec ukázalo jako velmi trvanlivé, protože vládní strany spojovaly obavy z návratu německých liberálů, tzv. Ústavní strany, k moci. Účast českých poslanců na vládní většině a vliv Českého klubu vedly k některým významným úspěchům. V roce 1880 byla vydána Stremayrova jazyková nařízení, která zvyšovala status češtiny v úředním styku v Čechách a na Moravě. V roce 1882 došlo k rozdělení Karlo-Ferdinandovy univerzity v Praze na českou a německou univerzitu, čímž Češi získali kompletní strukturu národního školství.
Ve volbách do Říšské rady roku 1885 Český klub předem dojednal osobnosti kandidátů v jednotlivých volebních obvodech tak, aby nedocházelo ke konkurenci mezi českými kandidáty. Ve volbách Český klub mírně posílil (zejména díky českým ziskům v kurii obchodních a živnostenských komor) a s 65 poslanci pokračoval v podpoře Taaffeho vlády. Podle jiného zdroje měl 66 členů.

### Rozpad Českého klubu na přelomu 80. a 90. let
Koncem 80. let se vyhrotily spory mezi staročechy a mladočechy. Po zemských volbách roku 1889 na Českém zemském sněmu fungovaly samostatné poslanecké kluby staročechů i mladočechů. Rivalita se přelévala i do Říšské rady. V říjnu 1887, podle jiného zdroje až 29. ledna 1888 zde vznikl Klub neodvislých českých poslanců, jehož zakladatelem byl Eduard Grégr. Měl 7 členů, vesměs vyloučených z Českého klubu v květnu 1887. Předsedou klubu se stal Emanuel Engel.
Obě české konkurenční strany se ostře utkaly ve volbách do Říšské rady roku 1891, ve kterých mladočeši drtivě vyhráli. Po nich se Český klub rozpadl. Ve vídeňském parlamentu pak existoval samostatný mladočeský poslanecký klub (Klub neodvislých poslanců českých na radě říšské) se 37 členy, moravští poslanci ustavili Moravský klub a konzervativní velkostatkáři se připojili k Hohenwartovu klubu.
V pozdějších letech už česká reprezentace na Říšské radě nevytvořila podobně silnou a jednotnou platformu, jakou v 80. letech byl Český klub. V roce 1900 vznikla Česká národní rada, ovšem jen jako volná nadstavbová organizace českých liberálně-konzervativních stran. Po prvních volbách konaných podle všeobecného a rovného volebního práva (volby roku 1907) vznikl na Říšské radě Český klub, který měl 84 členů a zahrnoval všechny politické strany kromě sociálních demokratů. Šlo ovšem o velmi volnou alianci. Rozpadl se navíc už v listopadu 1907 kvůli sporům okolo vstupu českých politiků do vlády. Český klub sdružoval potom jen mladočeské a staročeské poslance, zatímco početní zákonodárci zvolení za nově vznikající úspěšné strany (agrárníci, národní sociálové, klerikálové apod.) měli vlastní kluby.

## Členové poslaneckého klubu
- K říjnu 1879, celkem 54 členů:[15] Adámek Karel, Adámek Karel (advokát), Belcredi Egbert, Brauner František August, Clam-Martinic Jindřich J., Clam-Martinic Richard, Čelakovský Jaromír, Deym František ze Stříteže, Fanderlík Josef, Gärtner Josef, Grégr Julius, Grünwald Vendelín, Harrach Jan Nepomuk, Hevera Čeněk, Jansa Alois, Jeřábek František, Jireček Josef, Kaizl Edmund, Kinský Bedřich Karel, Kletečka Emanuel, Klimeš Josef, Krofta Josef, Kučera Jan, Kusý Wolfgang, Lobkowicz Jiří Kristián, Mašek Josef Ladislav, Mattuš Karel, Mezník Antonín, Mikyška Alois, Müller Josef, Nedopil Jakub, Neubauer František, Oliva Alois, Pfeill-Scharffenstein Alfred, Platzer Vilém, Práchenský Josef Stanislav, Rieger František Ladislav, Roth Karel, Schäffer Christian, Schwarzenberg Adolf Josef, Skopalík František, Stangler Josef, Suda Jan, Šrom František Alois, Thun-Hohenstein Franz, Tilšer František, Trojan Alois Pravoslav, Vašatý Jan, Veselý Hubert, Weber František, Wiedersperg Gustav, Wurm Ignác, Zeithammer Antonín Otakar, Žák Jan (Pražák Alois jako ministr oficiálně v klubu nebyl, Sladkovský Karel rezignoval v září 1879 na mandát)

- K červnu 1885, celkem 66 členů:[9] Adámek Karel, Belcredi Egbert, Bojakovský Ferdinand, Bromovský Josef, Clam-Martinic Jindřich J., Clam-Martinic Richard, Czernin Eugen, Deym František ze Stříteže, Dobřenský Jan Antonín, Dostál Karel, Engel Emanuel, Fabián Václav, Fanderlík Josef, Fišera Václav, Grégr Eduard, Hájek Bedřich, Hájek Max, Hevera Čeněk, Hladík Karel, Hlávka Josef, Jahn Jiljí Vratislav, Jireček Josef, Kaizl Josef, Kounic Václav Robert, Kinský Bedřich Karel, Kleist Bedřich, Klíma Josef, Krofta Josef, Kusý Wolfgang, Lützow František, Mašek Josef Ladislav, Mattuš Karel, Mezník Antonín, Mikyška Alois, Nádherný z Borutína Jan, Pabstmann Gustav Ludwig, Penk Václav, Pleva Jan, Pollak Leopold, Pražák Alois, Rieger František Ladislav, Salášek Václav, Salm-Reifferscheid Siegfried, Schindler Karel, Schönborn Vojtěch, Schwarzenberg Adolf Josef, Skokánek Ignác, Skopalík František, Slavík Josef, Stangler Josef, Steidl Antonín, Špaček Karel, Špelina Petr, Šrom František Alois, Šulc Václav, Tonner Emanuel, Trojan Alois Pravoslav, Vašatý Jan, Veselý František Viktor, Vratislav z Mitrovic Evžen, Weber František, Wiedersperg Gustav, Wurm Ignác, Zeithammer Antonín Otakar, Zucker Alois, Žáček Jan